# Rolf Olsen
Rolf Olsen, Geburtsname Rudolf Knoblich, (* 26. Dezember 1919 in Wien; † 3. April 1998 in Starnberg) war ein österreichischer Schauspieler, Regisseur und Drehbuchautor. Er arbeitete auch unter dem Pseudonym Emerson Fox.

## Leben

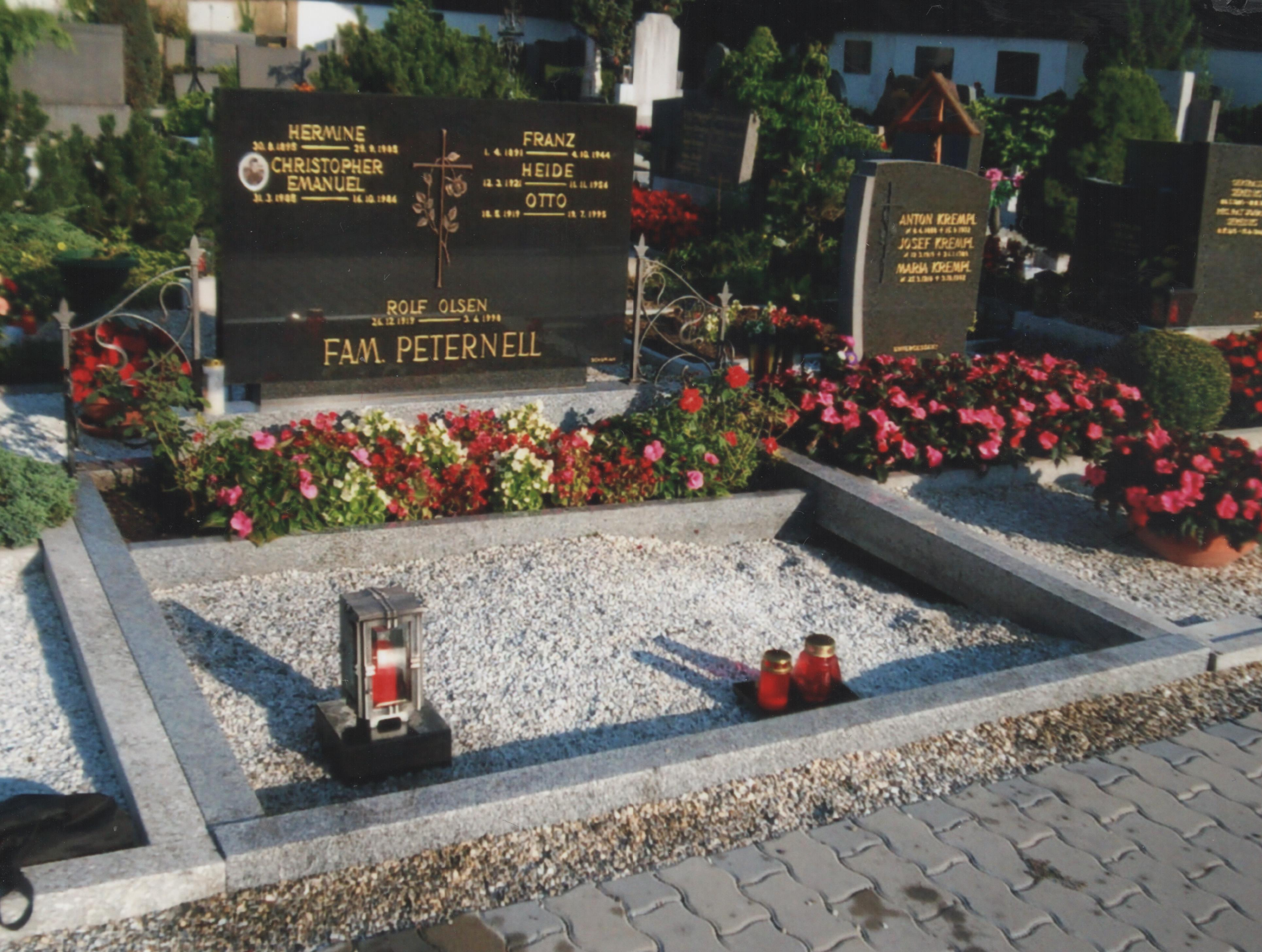
Grabstätte von Rolf Olsen

Rolf Olsen besuchte die Theresianische Akademie in Wien und gab sein Bühnendebüt 1940 in Bielitz. Weitere Bühnenstationen waren Gablonz, Linz und Wien, wo er am Theater in der Josefstadt und an Kabaretts auftrat. Nach dem Krieg setzte er seine Bühnenarbeit fort und kam bei Gastspielen in die Schweiz und nach Deutschland. Als Co-Autor für Singende Engel hinterließ er seine ersten Spuren beim Film.
Olsen war ein Multitalent und gehörte zu den vielseitigsten Filmschaffenden im deutschen Sprachraum. Als Regisseur bewegte er sich in den unterschiedlichsten Sparten des Genres, sei es Komödie bis zum Schwank, Drama bis zum Melodrama oder Krimi bis zum Gruselfilm. Olsen arbeitete mit Filmgrößen wie Heinz Erhardt, Curd Jürgens, Klaus Kinski, Mario Adorf und vielen anderen. Mehr als 40 Spielfilme, darunter mehrere preisgekrönte Werke, geben davon Zeugnis.
Olsen verfasste oft die Drehbücher zu seinen eigenen Filmen, war aber auch Autor von anderen Produktionen, wie etwa für Hans-Joachim Kulenkampff, mit dem er in Afrika, Schottland und auf den Kanaren drehte.
Als Schauspieler wirkte er von 1949 bis 1990 in über 50 Spielfilmen mit und auch im Fernsehen war er in einigen Produktionen zu sehen. Er verfasste Bühnenstücke und arbeitete als Hörspielsprecher.
Olsen war 40 Jahre mit der österreichischen Schauspielerin Ilse Peternell verheiratet. Er erlag einem Krebsleiden. Seine Grabstelle befindet sich am Friedhof Klagenfurt-St. Martin.

## Filmografie
- 1947: Singende Engel (Drehbuch)
- 1949: Kleiner Schwindel am Wolfgangsee (Darsteller)
- 1950: Seitensprünge im Schnee (Darsteller)
- 1950: Schuß durchs Fenster (Drehbuch)
- 1951: In München steht ein Hofbräuhaus (Drehbuch, Darsteller)
- 1953: Das Dorf unterm Himmel (Vorlage fürs Drehbuch)
- 1954: Der erste Kuß (Darsteller)
- 1954: Ein Mädchen aus Paris (Darsteller)
- 1955: Die Drei von der Tankstelle (Darsteller)
- 1955: Gestatten, mein Name ist Cox (Darsteller)
- 1956: Roter Mohn (Darsteller)
- 1956: Kaiserball (Darsteller)
- 1956: Meine Tante – Deine Tante (1956) (Darsteller)
- 1956: Bonjour Kathrin (Darsteller)
- 1957: Heimweh … dort, wo die Blumen blühn (Drehbuch)
- 1957: Vier Mädels aus der Wachau (Drehbuch, Darsteller)
- 1957: Jungfrauenkrieg (Drehbuch)
- 1957: Das Glück liegt auf der Straße (Drehbuch)
- 1958: Liebe, Mädchen und Soldaten (Darsteller)
- 1958: Wenn Mädchen ins Manöver zieh’n (Darsteller)
- 1958: Ooh … diese Ferien (Darsteller)
- 1958: Solang’ die Sterne glüh’n (Zirkuskinder) (Drehbuch)
- 1958: Mikosch, der Stolz der Kompanie (Darsteller)
- 1959: Ich bin kein Casanova (Darsteller)
- 1959: Das Nachtlokal zum Silbermond (Darsteller)
- 1959: Mädchen für die Mambo-Bar (Darsteller)
- 1959: Der Schatz vom Toplitzsee (Drehbuch)
- 1960: Das große Wunschkonzert (Drehbuch, Darsteller)
- 1960: Kriminaltango (Darsteller)
- 1960: Die Glocke ruft (Glocken läuten überall) (Drehbuch)
- 1961: Das Mädchen auf der Titelseite (Darsteller)
- 1961: Unsere tollen Tanten (Drehbuch, Regie, Darsteller)
- 1961: Die Abenteuer des Grafen Bobby (Darsteller)
- 1961: Ein Stern fällt vom Himmel (Darsteller)
- 1961: … und du mein Schatz bleibst hier (Drehbuch)
- 1962: Unter Wasser küßt man nicht (Drehbuch, Darsteller)
- 1962: Wilde Wasser (Darsteller)
- 1962: Das süße Leben des Grafen Bobby (Darsteller)
- 1962: Die türkischen Gurken (Drehbuch, Regie)
- 1962: Verrückt und zugenäht (Drehbuch, Regie)
- 1962: Unsere tollen Nichten (Drehbuch, Regie, Darsteller)
- 1963: Die lustigen Vagabunden (Darsteller)
- 1963: Hochzeit am Neusiedler See (Idee, Regie, Darsteller)
- 1963: Im singenden Rößl am Königssee (Drehbuch, Darsteller)
- 1963: Unsere tollen Tanten in der Südsee (Drehbuch, Regie, Darsteller)
- 1964: Heiß weht der Wind (Regie)
- 1964: Der letzte Ritt nach Santa Cruz (Regie, Darsteller)
- 1965: Ruf der Wälder (Darsteller)
- 1966: Das Spukschloß im Salzkammergut (Drehbuch, Regie, Darsteller)
- 1966: In Frankfurt sind die Nächte heiß (Drehbuch, Regie)
- 1966: Grieche sucht Griechin (Drehbuch)
- 1966: 00Sex am Wolfgangsee (Darsteller)
- 1966: Gern hab ich die Frauen gekillt (Spie contro il mondo) (Drehbuch)
- 1966: Sartana (Mille dollari sul nero) (Drehbuch)
- 1967: Heubodengeflüster (Drehbuch, Regie, Darsteller)
- 1967: Wenn es Nacht wird auf der Reeperbahn (Drehbuch, Regie, Darsteller)
- 1967: Mittsommernacht (Drehbuch)
- 1967: Das Rasthaus der grausamen Puppen (Drehbuch, Regie)
- 1968: Der Arzt von St. Pauli (Drehbuch, Regie, Darsteller)
- 1968: Paradies der flotten Sünder (Drehbuch, Regie, Darsteller)
- 1969: Charley’s Onkel (Darsteller)
- 1969: Das Go-Go-Girl vom Blow-Up (Regie, Darsteller)
- 1969: Auf der Reeperbahn nachts um halb eins (Drehbuch, Regie, Darsteller)
- 1969: Die jungen Tiger von Hongkong (Drehbuch)
- 1970: Das Stundenhotel von St. Pauli (Drehbuch, Regie)
- 1970: Das kann doch unsren Willi nicht erschüttern (Drehbuch, Regie, Darsteller)
- 1970: Der Pfarrer von St. Pauli (Drehbuch, Regie, Darsteller)
- 1970: Wenn du bei mir bist (Drehbuch)
- 1971: Zwanzig Mädchen und die Pauker (Darsteller)
- 1971: Käpt’n Rauhbein aus St. Pauli (Drehbuch, Regie, Darsteller)
- 1971: Die Kompanie der Knallköppe (Drehbuch, Regie)
- 1971: Haie an Bord (Drehbuch)
- 1972: Blutiger Freitag (Drehbuch, Regie)
- 1972: Sie nannten ihn Krambambuli (Drehbuch)
- 1972: Das Geheimnis der Mary Celeste (Drehbuch)
- 1973: Unsere Tante ist das Letzte (Drehbuch, Regie, Darsteller)
- 1974: Käpt´n Senkstakes Abenteuer
  - Ay, ay, Sheriff (Regie, Darsteller)
  - Das Spukschloß von Baskermore (Regie, Darsteller)
  - Ehrenhäuptling der Watubas (Regie, Darsteller)
- 1974: Schwarzwaldfahrt aus Liebeskummer (Darsteller)
- 1974: Shocking Asia (Drehbuch, Regie)
- 1977: Reise ins Jenseits – Die Welt des Übernatürlichen (Journey into the Beyond; Regie)
- 1978: Das Love-Hotel in Tirol (Darsteller)
- 1978: Der Durchdreher (Darsteller)
- 1979: Austern mit Senf (Darsteller)
- 1979: Ekstase – Der Prozeß gegen die Satansmädchen (Drehbuch, Regie)
- 1979: Der ganz normale Wahnsinn – Viertes Kapitel (Darsteller)
- 1981: Ein Kaktus ist kein Lutschbonbon (Drehbuch, Regie, Darsteller)
- 1985: Shocking Asia II – Die letzten Tabus (Drehbuch, Regie)
- 1986: Kir Royal – Episode „Muttertag“ (Darsteller)
- 1988: Starke Zeiten (Regie)
- 1990: Die Kaffeehaus-Clique (Drehbuch, Darsteller)
- 1990: Die große Freiheit (Serie; Regie)

## Auszeichnungen
- Goldene Leinwand (Deutschland)
- Academy Award (England)
- Premio Bozzano (Italien)
- Psycho-Film-Festival (USA, Finalsieg)
- Festival des Phantastischen Films (Spanien, Bronzemedaille)